# Pierre-Emmanuel Caprace
Pierre-Emmanuel Caprace (né en 1981) est un mathématicien belge.
En 1999, il a reçu la médaille de bronze aux olympiades Internationales de mathématiques. Caprace a été fait docteur en 2005 à l'Université Libre de Bruxelles,avec pour promoteur  Bernard Mühlherr (Abstract Homomorphisms of Split Kac-Moody Groups). Il enseigne à l’Université Catholique de Louvain (UCLouvain). Il est élu le 4 mars 2023 membre titulaire dans la Classe des Sciences de l’Académie royale des sciences, des lettres et des beaux-arts de Belgique.
Il étudie des groupes géométriques intéressants ainsi que leur structure algébrique tel que les groupes Kac-Moody.

## Prix
- Médaille de bronze aux olympiades Internationales de Mathématiques (1999)
- Prix Eugène-Catalan de l'Académie royale des sciences, des lettres et des beaux-arts de Belgique (2005)
- En 2015, il a reçu avec Nicolas Monod le prix Berwick pour leurs travaux sur les groupes d'isométrie d'espaces métriques CAT(0)[4].

## Articles
- avec Nicolas Monod: Isometry groups of non-positively curved spaces, partie 1, Structure theory, partie 2, Discrete subgroups, Journal of Topology, volume 2, 2009, p. 661-700, 701-746, Arxiv, Arxiv, Partie 2
- avec T. De Medts: Trees, contraction groups, and algébriques p sets, Duke Math. J.,. Volume 162, 2013, p. 2413--2449.
- avec Koji Fujiwara: Rank one isometries of buildings and quasi-morphisms of KacMoody groups, Geometric and Functional Analysis, volume 19, 2010, p. 1296--1319.
- N. Monod: Decomposing localement compact groupes into simple pieces, Math. Proc. Cambridge, Philos. Soc., volume 150, N ° 1, 2011, p. 97--128.
- avec M. Sageev: Rank rigidity for CAT(0) cube complex, Geometric and Functional Analysis, volume 21, 2011, p. 4, 851--891.
- avec C. Reid, G. Willis: Locally normal subgroups of simple localement compact groups, C. R. Math. Acad. Sci. Paris, tome 351, 2013, p. 657--661.
- N. Monod: Fixed points and amenability non-positive curvature, Math. Ann., Bande 356, 2013, p. 1303--1337.
- avec Ph. Wesolek: Elementary totally disconnected localement compact groups, Proc. Lond. Math. Soc., tome 110, 2015, p. 1387-1434.
- avec B. Mühlherr: Isomorphisms of Kac-Moody groups, Invent. Math., tome 161. 2005, p. 361-388.
- avec Bertrand Rémy: Simplicity and superrigidity of twin building lattices, Invent. Math., tome 176, 2009, p. 169-221.